# Capital asset pricing model

Een schatting van de CAPM en SML voor de Dow Jones van januari 2004 tot november 2006

Het capital asset pricing model (CAPM) is een financiële beleggingstheorie om de rendementseis te bepalen, waarbij deze eis is opgebouwd uit een zogenaamd risicovrij rendement en een risico-opslag waarin het marktrisico besloten ligt.

## Theorie
Het CAPM is gebaseerd op de Moderne portefeuilletheorie (MPT) van Harry Markowitz. De MPT gaat ervan uit dat er – onder ideale marktomstandigheden – een verband bestaat tussen het te verwachten rendement en het te lopen risico, waarbij hoge rendementen slechts kunnen worden behaald bij het accepteren van een groter risico. Daarbij kan het totale (portefeuille)risico gedempt worden, door het diversifiëren over beleggingsmogelijkheden die niet (volledig) aan elkaar gecorreleerd zijn.
De econoom William Forsyth Sharpe heeft, samen met John Lintner, het model van Markowitz enigszins gemodificeerd, om het binnen de portefeuille meer praktisch toe te kunnen passen. Zijn CAPM stelt dat een deel van het risico, te weten het systematisch risico, van elk individueel beleggingsobject onvermijdbaar is, maar dat een ander deel, het zogenaamde specifieke (niet-systematische) risico, door diversificatie kan worden geëlimineerd.
Het specifieke risico betreft de gevoeligheid van het rendement van een beleggingsobject voor factoren die specifiek betrekking hebben op het betreffende beleggingsobject. Het systematische risico betreft de gevoeligheid van het rendement van een beleggingsobject voor de niet-beïnvloedbare risico's, welke voortkomen uit de algemeen optredende (macro-economische) ontwikkelingen van de markt. Het systematische risico wordt daarom ook wel aangeduid als het marktrisico en wordt uitgedrukt middels de bèta en het symbool β. Aangezien volgens de theorie van het CAPM het systematische risico niet door diversificatie in de beleggingsportefeuille kan worden geëlimineerd, dient slechts dit deel van het risico te worden vergoed in de aan te houden rendementseis.

## Rendementseis
Deze rendementseis op een bepaald beleggingsobject (bijvoorbeeld een aandeel) wordt berekend door het risicovrije rendement op te tellen bij het product van de bèta maal de marktpremie. Die marktpremie is het verschil tussen het betreffende marktrendement (bijvoorbeeld een index) minus het risicovrije rendement (bijvoorbeeld langjarige staatsobligaties). Of algebraïsch weergegeven
{\displaystyle E(R)=Rf+\beta *(E(R_{m})-R_{f})}
- E(R) = expected return (vereist rendement),
- Rf = risicovrij rendement,
- ß = Bèta-coëfficiënt (systematisch risico),
- E(Rm)= expected return on market (verwacht marktrendement)